# Суменжне
Суменжне (пол. Sumiężne) — село в Польщі, у гміні Малкіня-Ґурна Островського повіту Мазовецького воєводства.
Населення — 370 осіб (2011).
У 1975-1998 роках село належало до Остроленцького воєводства.

## Демографія
Демографічна структура станом на 31 березня 2011 року:
|          | Загалом | Допрацездатний вік | Працездатний вік | Постпрацездатний вік |
| -------- | ------- | ------------------ | ---------------- | -------------------- |
| Чоловіки | 181     | 36                 | 124              | 21                   |
| Жінки    | 189     | 44                 | 102              | 43                   |
| Разом    | 370     | 80                 | 226              | 64                   |